# Баскервилл, Джон
Джон Ба́скервилл (англ. John Baskerville) — английский типограф и словолитчик, родился в деревне Волверлей (англ. Wolverley) в графстве Вустершир в 1706 году.
Сначала Баскервилл был учителем чистописания в Бирмингеме и впоследствии занялся с 1750 года резьбой шрифтов и типографским делом. После кропотливых и дорого стоивших опытов он добился, наконец, прекрасных литер. В этом отношении только Бодони и Дидо успели потом превзойти Баскервилла; этими литерами он отпечатал в Бирмингеме в 1757 году роскошное издание Вергилия на веленевой бумаге. Эта работа произвела такое впечатление, что в 1758 году Баскервилл стал печатником Кембриджского университета. Затем следовали издания других римских классиков, некоторых английских (напр., Мильтона) и итальянских писателей, между последними особенно замечательно издание Ариосто. Точно так же весьма ценится в типографском отношении его издание Нового Завета (Оксфорд, 1763). Баскервилл сам изготовлял себе все нужное для печатания, типографскую краску, даже бумагу.
Он умер 8 января 1775 года. Оставшиеся после него литеры купил в 1779 году Бомарше за 3700 фунтов стерлингов и отпечатал в Келе этим шрифтом роскошное издание сочинений Вольтера в 70 томах.

## Выдающиеся издания Баскервилла
- «Буколики, Георгики и Энеида» Вергилия (1757)
- «Потерянный рай» и «Возвращенный рай» Мильтона (1759)
- Молитвенник прихожанина (1762)